# East Londonderbyt
East Londonderbyt är en fotbollsmatch som äger rum mellan två av Dagenham & Redbridge, Leyton Orient och West Ham United. Detta derby sker sällan eftersom klubbarna vanligtvis är i olika ligor, vilket även är fallet med Dockersderbyt.
Alla tre klubbarna var en del av Essex före 1965. Efter 1965 är de del av Storlondon. Leyton Orients ursprungliga hem var i Clapton, som låg strax över gränsen i County of London, innan de flyttade till Leyton 1937.
Senaste gången som West Ham United och Leyton Orient möttes var den 31 januari 1987 i FA-cupen, där West Ham segrade med 4–1. West Ham och Dagenham & Redbridge har aldrig mötts sedan klubben slogs samman av klubbarna Redbridge Forest och Dagenham 1992. Leyton Orient och Dagenham & Redbridge möts sporadiskt i de lägre ligorna. De mötte varandra i National League säsongen 2017–18 och säsongen 2018–19.

## West Ham United mot Leyton Orient
Det finns väldigt lite aktuell rivalitet mellan Leyton Orient och West Ham, främst på grund av att de har varit i olika divisioner i över 39 år. Senaste gången som de två klubbarna någonsin spelade i samma division var i den gamla Second Division säsongen 1980–81.

### Matcher
Statistik
|           | Spelade | West Ham | Oavgjorda | Leyton Orient | West Ham-mål | Leyton Orient-mål |
| --------- | ------- | -------- | --------- | ------------- | ------------ | ----------------- |
| Liga      | 20      | 14       | 1         | 5             | 31           | 14                |
| FA -cupen | 7       | 4        | 3         | 0             | 16           | 8                 |
| Ligacupen | 1       | 1        | 0         | 0             | 2            | 1                 |
| Totalt    | 28      | 19       | 4         | 5             | 49           | 23                |

Liga
| Datum            | Arena           | Resultat | Liga              | Publik |
| ---------------- | --------------- | -------- | ----------------- | ------ |
| 28 februari 1920 | Millfields Road | 1–0      | Andra divisionen  | 25 000 |
| 15 januari 1921  | Millfields Road | 0–1      | Andra divisionen  | 20 000 |
| 17 april 1922    | Millfields Road | 0–0      | Andra divisionen  | 30 000 |
| 25 november 1922 | Millfields Road | 0–2      | Andra divisionen  | 20 000 |
| 6 oktober 1956   | Brisbane Road   | 1–2      | Andra divisionen  | 24 685 |
| 20 februari 1958 | Brisbane Road   | 1–4      | Andra divisionen  | 25 284 |
| 1 september 1962 | Brisbane Road   | 2–0      | Första divisionen | 23 918 |
| 14 april 1979    | Brisbane Road   | 0–2      | Andra divisionen  | 17 517 |
| 1 januari 1980   | Brisbane Road   | 0–4      | Andra divisionen  | 23.885 |
| 18 april 1981    | Brisbane Road   | 0–2      | Andra divisionen  | 14 592 |

| Orient-segrar | Oavgjorda | West Ham-segrar |
| ------------- | --------- | --------------- |
| 2             | 1         | 7               |

| Datum            | Arena      | Resultat | Liga              | Publik |
| ---------------- | ---------- | -------- | ----------------- | ------ |
| 4 mars 1920      | Upton Park | 0–1      | Andra divisionen  | 15 000 |
| 22 januari 1921  | Upton Park | 1–0      | Andra divisionen  | 27 864 |
| 14 april 1922    | Upton Park | 1–2      | Andra divisionen  | 30 000 |
| 18 november 1922 | Upton Park | 1–0      | Andra divisionen  | 20 000 |
| 16 februari 1957 | Upton Park | 2–1      | Andra divisionen  | 36 318 |
| 5 oktober 1957   | Upton Park | 3–2      | Andra divisionen  | 25 990 |
| 11 maj 1963      | Upton Park | 2–0      | Första divisionen | 16 745 |
| 26 december 1978 | Upton Park | 0–2      | Andra divisionen  | 29 220 |
| 5 april 1980     | Upton Park | 2–0      | Andra divisionen  | 22 066 |
| 27 december 1980 | Upton Park | 2–1      | Andra divisionen  | 34 408 |

| West Ham-segrar | Oavgjorda | Orient-segrar |
| --------------- | --------- | ------------- |
| 7               | 0         | 3             |

Cupmöten
| Datum             | Arena            | Resultat | Liga                           | Publik |
| ----------------- | ---------------- | -------- | ------------------------------ | ------ |
| 8 december 1900   | Memorial Grounds | 1–1      | FA -cupens femte kvalomgång    | 10 000 |
| 12 december 1900  | Millfields Road  | 2–3      | FA Cup femte kvalomgång omspel | 5.000  |
| 25 september 1963 | Upton Park       | 2–1      | League Cup andra omgången      | 11 800 |
| 25 januari 1964   | Brisbane Road    | 1–1      | FA -cupens fjärde omspel       | 34,345 |
| 29 januari 1964   | Upton Park       | 3–0      | FA Cup fjärde omgång replay    | 35 383 |
| 26 januari 1980   | Brisbane Road    | 2–3      | FA -cupens fjärde omgång       | 21 521 |
| 10 januari 1987   | Brisbane Road    | 1–1      | FA -cupens tredje omgång       | 19,225 |
| 31 januari 1987   | Upton Park       | 4–1      | FA Cup tredje omgång omspel    | 19 424 |

| West Ham | Oavgjorda | Orient |
| -------- | --------- | ------ |
| 5        | 3         | 0      |

## Dagenham & Redbridge mot Leyton Orient
Rivaliteten mellan Dagenham & Redbridge och Leyton Orient började under FA -cupen 1992–93, där Orient vann i första omgången med 4–5 i Dagenham. Totalt har 13 matcher spelats, med sex segrar för Orient, och fem för Dagenham. Två matcher har slutat oavgjorda.

### Matcher
Statistik
|            | Spelade | Dagenham | Oavgjorda | Leyton Orient | Dagenham mål | Leyton Orient -mål |
| ---------- | ------- | -------- | --------- | ------------- | ------------ | ------------------ |
| Liga       | 8       | 2        | 2         | 4             | 8            | 12                 |
| FA -cupen  | 4       | 0        | 1         | 3             | 7            | 12                 |
| EFL Trophy | 5       | 3        | 1         | 1             | 9            | 6                  |
| Total      | 17      | 5        | 4         | 8             | 24           | 30                 |

Liga
| Datum            | Arena         | Resultat | Liga            | Publik |
| ---------------- | ------------- | -------- | --------------- | ------ |
| 4 september 2010 | Victoria Road | 2–0      | EFL League One  | 4 195  |
| 15 augusti 2015  | Victoria Road | 1–3      | EFL League Two  | 3336   |
| 1 januari 2018   | Victoria Road | 0–0      | National League | -      |
| 26 december 2018 | Victoria Road | 2–1      | National League | 3 694  |

| Dagenham | Oavgjorda | Orient |
| -------- | --------- | ------ |
| 2        | 1         | 1      |

| Datum            | Arena         | Resultat | Liga            | Publik |
| ---------------- | ------------- | -------- | --------------- | ------ |
| 22 mars 2011     | Brisbane Road | 1–1      | EFL League One  | 4 581  |
| 16 april 2016    | Brisbane Road | 3–2      | EFL League Two  | 5696   |
| 26 december 2017 | Brisbane Road | 2–0      | National League | -      |
| 1 januari 2019   | Brisbane Road | 1–0      | National League | 6 001  |

| Orient | Oavgjorda | Dagenham |
| ------ | --------- | -------- |
| 3      | 1         | 0        |

Cupmöten
| Datum            | Arena         | Resultat | Liga                        | Publik |
| ---------------- | ------------- | -------- | --------------------------- | ------ |
| 14 november 1992 | Victoria Road | 4–5      | FA -cupens första omgång    |        |
| 16 oktober 2001  | Victoria Road | 3–2      | EFL Trophy första omgången  | 2 642  |
| 15 oktober 2003  | Victoria Road | 4–1      | EFL Trophy första omgången  | 1 857  |
| 13 november 2004 | Brisbane Road | 3–1      | FA -cupens första omgång    | 4 155  |
| 9 oktober 2007   | Brisbane Road | 0–1      | EFL Trophy andra omgången   | 2 397  |
| 6 november 2010  | Victoria Road | 1–1      | FA -cupens första omgång    | 3 378  |
| 16 november 2010 | Brisbane Road | 3–1      | FA Cup första omgång omspel | 2.901  |
| 7 september 2011 | Brisbane Road | 1–1      | EFL Trophy första omgången  | 1420   |
| 7 oktober 2014   | Victoria Road | 2–0      | EFL Trophy andra omgången   | 2318   |

| Dagenham | Oavgjorda | Orient |
| -------- | --------- | ------ |
| 3        | 2         | 4      |